# Локалита Маљио (Бреша)
Локалита Маљио је насеље у Италији у округу Бреша, региону Ломбардија.
Према процени из 2011. у насељу је живело 57 становника. Насеље се налази на надморској висини од 137 м.